# Pelle Kanin 2 – På rymmen
Pelle Kanin 2 – På rymmen (engelska: Peter Rabbit 2: The Runaway) är en amerikansk komedi- och familjefilm (i huvudsak datoranimerad) från 2021. Filmen är regisserad av Will Gluck med manus skrivet av Patrick Burleigh och Gluck.
Pelle Kanin 2 – På rymmen är en uppföljare till Pelle Kanin från 2018, och baserad på Beatrix Potters böcker om Pelle Kanin. Filmen är planerad att ha premiär i Sverige den 14 januari 2022.

## Handling
Trots att Pelle Kanin gör sitt bästa för att skaka av sig ryktet som ett busfrö så lyckas han inte riktigt. Pelles nya äventyr sker i filmen bortom trädgården.

## Medverkande i originalversionen (i urval)
- Domhnall Gleeson – Thomas McGregor
- Rose Byrne – Bea
- David Oyelowo – Percy McGregor
- James Corden – Peter Rabbit/Pelle Kanin (röst)
- Colin Moody – Benjamin Bunny/Benjamin Kanin (röst)
- Elizabeth Debicki – Mopsy Rabbit (röst)
- Margot Robbie – Flopsy Rabbit (röst)
- Lennie James – Barnabas (röst)
- Rupert Degas – Samuel Whiskers (röst)
- Sia – Mrs Tiggy-Winkle/Fru Tusentagg (röst)
- Domhnall Gleeson – Jeremy Fisher/Moses Metare (röst)
- Rose Byrne – Jemima Puddle-Duck (röst)
- Sam Neill – Tommy Brock (röst)